# 亚灵县
亚灵县，是泰国南部北大年府的一个县。总面积196.8平方公里，总人口77941人，人口密度396人/平方公里（2005年）。

## 行政区划
亚灵县辖有18个区，81个村。